# 耿南仲
耿南仲（11世纪—1128年），字希道（一作晞道），两宋之際官员、執政。因在金军南下时主和而被认为误国之臣。

## 生平

### 早年
开封府人。深明《易经》，有贤名。元丰五年（1082年）与余深同年中进士。宋哲宗元符元年（1098年）八月，在国子监主簿任上被翰林学士蒋之奇应诏推荐为可以做台阁清要官员的人材。
历任两浙常平司提举、河北西路常平司提举，改河北西路转运判官、广南东路及夔州路提刑、荆湖、江西转运副使，入朝为户部员外郎、辟雍司业（即国子司业），因事罢为衢州知州。政和元年（1111年）三月，为侍讲、司门员外郎。二年（1112年），以礼部员外郎为太子右庶子。改定王赵桓、嘉王赵楷侍读。五年（1115年）二月，与李传同为徽猷阁侍讲。七年（1117年）十月，试太子詹事，后又任徽猷阁直学士，改宝文阁直学士，教授当时已为皇太子的赵桓《易经》。宣和元年（1119年），赵桓奏称耿南仲已讲完《孟子》，请求让耿南仲讲《诗经》，获准。耿南仲在东宫十年，为赵桓做了十五年的劝讲官。其父母也得到下敕追赠。
赵桓厌恶太傅王黼，王黼秘密谋划让得宠的皇子当时改封郓王的赵楷夺嫡。赵桓子赵谌被任为节度使、封崇国公，王黼认为赵谌仅可当观察使，对赵桓说“皇孙不同于皇子”，召耿南仲到府第，指使他代东宫起草代赵谌辞官的奏章，使得赵谌没有被任官，意图以此动摇赵桓的地位。

### 宋钦宗年间
宣和七年（1125年）十二月，宋徽宗要内禅给赵桓，赵桓坚辞，这时赵桓得病，出卧福宁殿，宰相百官排队等候，日暮不敢退。宰相李邦彦说：“皇太子素亲耿南仲，可召之入。”耿南仲与门下侍郎吴敏到殿中侍疾，视赵桓就医用药至夜半，赵桓稍醒。次日，赵桓即位，是为宋钦宗，拜耿南仲资政殿大学士、签书枢密院事。靖康元年（1126年）正月，免去签书之职。钦宗因耿南仲是东宫旧臣，礼敬尊重他，赐宅一区。

#### 主和误国
金朝入侵，尚书右丞李纲、燕山府路提举常平沈琯同赴东府去见枢密耿南仲、李梲等商议抗敌。前知严州李邈上御敌之策，宋钦宗以为然，但因耿南仲主和，不果。二月，钦宗罢主战派李纲尚书右丞、亲征行营使之职，太学生陈东率诸生数百人伏于宣德门下上书请求任用李纲、河北河东宣抚使种师道，在上书中称“吴敏、耿南仲必与李纲共事”。钦宗派吴敏、耿南仲慰谕他们称已宣旨召李纲。众生要耿南仲帮忙进言，又担心耿南仲使诈，拥其马，耿南仲直接入朝。太学生杨诲也上书请求主战，说“以吴敏之炼达、耿南仲之老成，将欲建功，何有不济！”耿南仲指称陈东等为李纲所指使，建议逮捕涉事数人下御史府，钦宗不从。三月，钦宗升耿南仲为尚书左丞。先前出逃的太上皇宋徽宗将要回京，宰相们在延和殿奏事时，耿南仲商议屏去太上皇左右。李纲说耿南仲不以尧、舜之道辅佐钦宗，是暗而多疑。钦宗只是笑，耿南仲愤怒了。退朝后，钦宗召对耿南仲、李纲等于睿思殿，赐茶完毕，耿南仲突然起身说：“臣刚才在百官队伍中看到了左司谏陈公辅，他是李纲结连士民伏阙上书之人，岂可为谏官？请求下御史狱对质。”钦宗愕然。李纲说：“臣与南仲所论是国事，南仲却说这话！愿因陈公辅事被下吏问讯。”钦宗不认可耿南仲所奏，但耿南仲仍坚持。李纲因而请辞，钦宗不允。四月，太上皇回京，因当时童贯被贬，所部胜捷军军士有恶言，耿南仲建议守城以拒，被太宰徐处仁反驳而未果。太上皇回京后，在耿南仲建议下，太上皇左右内侍陈思恭、萧道、李琮、张见道等十人被贬黜。同月，钦宗以时任中大夫尚书左丞的耿南仲为门下侍郎。
起初耿南仲自以为在东宫侍奉钦宗，应当为首相，而吴敏、李纲越级升官，位居自己之上，心里不平，于是经常持异议排斥不依附自己的人，指他们为朋党。李纲等说不可议和，而耿南仲极力阻拦，只主张议和，导致为了战守所做的准备都作罢。谢克家、孙觌、李擢、李会、王及之、王时雍、刘观七人结党依附耿南仲主和。耿南仲怯懦无谋。当年五月，因时任少宰吴敏与耿南仲所奏，钦宗时任知枢密院事李纲为河东北宣抚使，率军一万二千人以援太原。御史中丞陈过庭与时任侍御史陈公辅反对，但吴敏、耿南仲坚称其他将领都平庸不如李纲。六月，李纲每每有主战之议，都被耿南仲阻止。金朝军队发兵宋朝京城开封，要求割三镇求和，议者多坚持战守，只有耿南仲与翰林学士承旨吴幵坚持割地求和，李纲反对。陈公辅因敢言，被耿南仲指为李纲之党，于是当月自我陈述并辞职，被责授监合州酒务。左正言程瑀为陈公辅和另一被宰相排挤的谏官余应求辩解，钦宗说：“耿南仲亲自看到陈公辅、余应求是煽动众人伏阙上书的。”程瑀继续为二人辩解，认为即使耿南仲所言属实，也应该以煽动伏阙上书为名罢黜二人。同知枢密院事许翰、太宰兼门下侍郎徐处仁主战，吴敏、耿南仲主和，许翰罢官后，徐处仁又与吴敏在钦宗面前争执，耿南仲与尚书右仆射兼中书侍郎唐恪、户部尚书兼开封尹聂山欲排挤二人取而代之，指使中丞李回弹劾，于是徐处仁、吴敏都被罢免。唐恪、聂山的官职即依附耿南仲而得。选人李允文上殿陈议，言辞慷慨，耿南仲、唐恪却以其他事搪塞。九月，太学博士胡安国在被钦宗召对时指斥大臣，耿南仲得知他的话，很厌恶，说：“中兴如此，他却说绩效未见，这是毁谤圣德。”诬陷胡安国意图为经筵官，不宜召试，钦宗不答。胡安国屡次辞让官职，耿南仲又说他不臣，“以前不事上皇，今又不事陛下”。钦宗仍除授胡安国为中书舍人。耿南仲又说服谏官弹劾胡安国稽命不恭宜黜削，未果。中书侍郎何㮚反对割地，请求建四道总管，派他们统兵入援，以胡直孺、王襄、赵野、张叔夜领之，军队已响应，而主和的唐恪、耿南仲、聂山合谋认为正要安民却不停调兵，如果让金朝人知道了怎么办，赶紧发檄文止住军队。中书舍人刘珏说李纲勇于报国，被吏部侍郎冯澥指为为李纲游说而被贬。胡安国封还词头，且弹劾冯澥越职言事。耿南仲大怒，何㮚也排挤胡安国，于是胡安国被出知通州。先前彗星出于寅、艮之间，耿南仲等都说应在外夷，不足忧。谏官李光反对，被出为监汀州酒税。金朝使者王汭持右副元帅完颜宗望书信，欺诈耿南仲等宰相说割地可以求和。李邦彦、吴敏、耿南仲、唐恪信以为真。吴敏、王时雍、徐处仁、耿南仲在朝上下相蒙，所行事皆不合公议，有识之士都知道必致祸。十月，真定失守，唐恪、聂昌（即聂山）、耿南仲诬奏真定通判献城。
百姓欧阳澈上书钦宗，指耿南仲能为章句，道德可尊，但临机应变智谋不足，又嫉贤妒能，非社稷之臣，不可令其擅权主国家大事，可授予讲读之职使之论道经邦。
十一月，钦宗因对战和拿不定主意，召百官于延英殿商议割三镇。耿南仲说皇弟肃王赵枢已出使河北军，建议派兵部尚书王云出使完颜宗望，吏部尚书、翰林学士、知制诰莫俦出使完颜宗翰。钦宗让他再与少宰商议，耿南仲又说只遣王云、吏部侍郎李若水亦可。钦宗令耿南仲谕王云入对。皇弟康王赵构奉命去军队前线，因耿南仲主和，请求让耿南仲同去。时任少宰的唐恪也对来劝自己主战的太学博士万俟虚、监察御史晁贯之等说“皇上欲以耿南仲、王尚书定议，遣康王前去了。”钦宗因耿南仲年老，命其子中书舍人耿延禧为参议官代行。因金军进逼，赵构未成行。完颜宗望要求让赵构成行才许和，耿南仲召王云到府告谕，要让赵构出使。金军兵临洛阳，不复言割让三镇，直接请求画黄河为界。王汭要钦宗派左右亲信大臣商议休兵，于是钦宗与唐恪等商议遣大臣前往，耿南仲以年老有病为由相辞，时任同知枢密院事聂昌以亲人为由相辞，而中书侍郎陈过庭则愿意效死。钦宗为陈过庭所感叹，却对耿南仲和聂昌大怒，没有派陈过庭出使，而令耿南仲出使河东完颜宗望军、聂昌出使河北完颜宗翰军，分别作为告和使，持书于军前，并赐河东河北两路守臣诏书，商议割地。承务郎安尧臣上书，指耿南仲、何㮚为书生，应为翰林学士，不宜辅政。种师道得知真定、太原皆失守，檄召西南两道兵赴阙，南道总管张叔夜、陕西制置使钱盖各自统兵赴阙勤王，而唐恪、耿南仲专主和议，在种师道病死后即发檄文止住诸军前进，于是两路军各自回师。

#### 劝进康王
闰十一月，耿南仲陪同王汭去卫州。乡兵打算杀王汭，王汭逃跑，耿南仲独自去卫州，卫州人不接纳。聂昌到绛州，为百姓所杀，耿南仲因此不敢再去办理割地。耿南仲住宿在城外，得知赵构在相州，趁夜骑马逃去投奔，见到赵构，致辞，不说割地之事，诈称奉钦宗旨告谕赵构起河北兵入卫京师。耿南仲有堂吏数人随行，所以耿南仲把自己的言行都称作钦宗的意思。于是赵构给耿南仲发牒文，连夜联名签署募兵榜张贴，在相州起兵，人心才安定。相州豪侠都来投奔赵构。因为先前唐恪、耿南仲阻止勤王之师，金军围开封时，没有了勤王军队，城中只有七万守军。十二月，被命为河北兵马大元帅的赵构在相州开大元帅府，耿南仲和副元帅汪伯彦请赵构移军东平，赵构从之。途中，赵构住宿元水镇，坐在帐中置酒，召耿南仲、汪伯彦、耿延禧、参议官高世则，举杯慰劳。等金军来围相州，赵构已到大名府，感慨若非耿南仲建议离开相州，就不知怎么办了。耿南仲说这都是天意，不敢居功。之前耿南仲、汪伯彦在相州遣巡尉带着钱币、布帛、酒、礼物等招募民兵，都给予补官，但这些人没有跟随赵构离开，却都接受金朝号令做了伪军。
二年（1127年）正月，因百姓不肯割地，聂昌、耿南仲及后来派出的陈过庭无法完成金朝要求的割地使命，钦宗不得已下诏令所割地守将投降。高阳关路安抚使黄潜善来投赵构，当时为副元帅，说要上书指责金军，耿南仲担心书信被金军截得泄露赵构所在，阻止其上书，说金军恃强暴、无理义，不可与之争口舌，一旦金朝以宋徽宗、宋钦宗名义召赵构，赵构就进退两难。二月，赵构晚间住在山口镇，耿南仲、汪伯彦、耿延禧、参议官董耘、高世则正在侍食，济南府镇赵不群所部民兵告发军人谋放火作乱、自己作为同伙出首，赵构于是平乱。四月，宋徽宗、宋钦宗被金军俘虏北上，群臣建言赵构布檄四方以定人心，赵构命耿延禧草檄书，耿南仲、汪伯彦、黄潜善共同参订定本，命蓝珪刊行。金朝立宋宰相张邦昌为楚帝。在五军统制拱卫大夫张俊说服下，耿南仲率汪伯彦、黄潜善、耿延禧、董耘、高世则、干办杨渊、王起之、秦百祥、随军转运使梁阳祖、黄潜厚、都统制官杨惟忠、张俊等劝赵构登基，赵构避席谦辞，痛哭不肯。黄潜厚入见赵构，说及二帝北上事，赵构痛切，即与黄潜厚同见耿南仲。张邦昌派时任吏部尚书谢克家、哲宗废后孟氏派侄权卫尉卿孟忠厚赍玉玺到大元帅府，篆文“大宋受命之宝”。耿南仲、汪伯彦、黄潜善、耿延禧、董耘、高世则等引谢克家捧玉玺跪进，赵构接受。耿南仲等幕府群僚聚集于麟嘉堂商议赵构即位事，坚持赵构称帝，与耿延禧、高世则驳回宗室赵仲琮等数人“穿淡黄衣、称制、不改元、下书诰四方”的建议。耿南仲并进呈赦书合行事件。
耿延禧《建炎中兴记》称，张邦昌被立为皇帝时宁死不从，说：“康王军中有文臣耿南仲、武臣刘光世，必竭力辅之，赵氏必中兴，立邦昌徒取诛灭。”于是金军取开封城中耿南仲家属及刘光世诸妾、子到金朝军营为人质。但《建炎以来系年要录》不取，因被金军劫为人质的官员很多，与张邦昌所言并非因果关系，耿南仲也不是金军所严惮之人。

### 宋高宗年间
五月赵构登基，是为宋高宗，耿南仲、汪伯彦、黄潜善、耿延禧、董耘、高世则皆侍立，耿南仲充礼仪使，众幕僚对高宗致贺。高宗商议改元，起初黄潜善拟定年号炎兴，耿南仲说：“这是蜀汉年号。”于是改元建炎。当月，耿南仲与张邦昌等进言三省事。高宗鄙视耿南仲为人，当月，趁其请求告老，罢为观文殿大学士、提举杭州洞霄宫。耿延禧以龙图阁直学士知宣州。而耿延禧《建炎中兴记》称耿南仲被排挤是因为先前参与排挤蔡氏，为《建炎以来系年要录》所不取。
殿中侍御史马伸弹劾时任中书舍人权直学士院孙觌、谢克家依附耿南仲主和。六月，命降授耿南仲为散官节度副使、别驾，于南雄州安置。七月，右正言邓肃弹劾舒州知县范宗尹以奴仆事耿南仲，并奏论耿南仲父子主和误国之罪。诏令降耿南仲学士职位，耿延禧也罢为祠禄官。耿南仲曾向钦宗推荐邓肃，而邓肃仍然直言耿南仲的罪过，也说自己愿意以门生之礼去耿南仲府上谒见。高宗因此嘉奖邓肃，赐五品官服。八月，知开封府宗泽扣留金朝使者，请求斩杀，说“张邦昌、耿南仲辈所为，陛下所亲见也”。御史中丞张澂又说：“南仲迫使李纲去救河东，以致大军溃败，是不恤国事，用此报私仇。”高宗说：“南仲误渊圣（指渊圣皇帝，即钦宗），天下共知，朕曾想亲手持剑杀他。”建炎二年（1128年）二月，宗泽又论耿南仲误国。当月，高宗责令耿南仲去临江军居住。十一月，责授耿南仲为单州团练副使。耿南仲走到吉州去世。

## 影响
孙觌修《钦宗纪》时，因本人依附耿南仲，厌恶李纲，被后世学者朱熹认为其所修史不可取。朱熹并称耿南仲、冯澥为“当时排正论者”，说二人曾说神宗法制不可更改；还说钦宗登基后三四日就起了大雾，怀疑就是被耿南仲邪说蒙蔽所致。
建炎三年（1129年）三月，周紫芝上书称钦宗用人不当，使得白时中、李邦彦、吴敏、耿南仲、徐处仁、唐恪之流相继进用，才数月又都罢去。闰八月，起居郎胡寅上疏请求罢和议时，称议和的决定出自耿南仲、耿南仲依附李邦彦，是无远虑扶植党羽的小人；并指称李擢为开封城南壁守御官时，恨钦宗不用耿南仲和议，在开封城破时傲然端坐不救。
建炎四年（1130年），因时任宰相范宗尹所奏，耿南仲被追复为观文殿大学士。
绍兴二年（1132年）十月，右迪功郎刘嵘上万言书指耿南仲依附李邦彦，主和误国。五年（1135年）五月，时任三省同奉圣旨中书舍人胡寅又举耿南仲的例子反对与金朝议和。
绍兴二十七年（1157年）八月，宋高宗又对宰相说当初唐恪、聂昌、耿南仲等迷惑宋钦宗离间钦宗与徽宗父子之情之事。绍兴三十二年（1162年）宋孝宗继位后，十一月，兼侍讲、国史院编修官胡铨认为不可与金朝讲和，单独上奏议举耿南仲主和导致京城失守等因主和导致失地辱国的例子。
岳珂指耿南仲等事君不谨。
魏了翁将耿南仲、秦桧、汤思退、史浩并称为“邪说之祖”。
《池北偶谈》《后村先生大全集》等也都指耿南仲主和误国。《北山小集》认为耿南仲虽避宰相之位，却掌握宰相之权，其罪不在议和，而在于阻止勤王。
明朝末年杨廷麟在上疏中写道：“南仲在内，李纲无功；潜善秉成，宗泽殒命”。

## 轶闻
在“泥马渡康王”的传说中，赵构在神迹帮助下来到斜桥谷，遇到了前来相迎的耿南仲。

## 作品
- 《周易解义》十卷[41]
- 《易明蒙》
- 《周易新講義》十卷（浙江巡撫採進本）[42]
- 《易经》注二十卷[43]

此外，耿南仲曾在同文馆唱和诗。